# DSA-151
La DSA-151 es una carretera perteneciente a la Red Secundaria de la Diputación Provincial de Salamanca que une las localidades de Alba de Tormes y Gajates. Además pasa también por las localidades de Aldeaseca de Alba, Pedrosillo de Alba y Galleguillos, formando parte de la Red de carreteras de Salamanca.

## Origen y Destino
La carretera  DSA-151  tiene su origen en Alba de Tormes en la intersección con la carretera  SA-114 , y termina en el casco urbano de Gajates. 